# Сан-Дамьяно-д’Асти
Сан-Дамьяно-д’Асти (итал. San Damiano d'Asti) — коммуна в Италии, располагается в регионе Пьемонт, в провинции Асти.
Население составляет 8075 человек (2021), плотность населения составляет 173 чел./км². Занимает площадь 48 км². Почтовый индекс — 14015. Телефонный код — 0141.
Покровителем населённого пункта считается святой Рох.

## Демография
Динамика населения:

## Города-побратимы
- Кринс, Швейцария

## Администрация коммуны
- Официальный сайт: https://web.archive.org/web/20100111070901/http://www.comunesandamianodasti.it/